# Alvèol
|  | Per a altres significats, vegeu «Alvèol (desambiguació)». |

Diagrama de l'alvèol.

Els alvèols pulmonars són estructures de forma esfèrica envoltades per capil·lars i agrupades en sacs alveolars.
L'alvèol és la unitat bàsica de l'aparell respiratori, on es dona l'intercanvi de gasos. Així, l'oxigen provinent de l'aire pulmonar és cedit a la sang i el diòxid de carboni és lliurat igualment als alvèols perquè pugui ser expulsat a l'exterior durant l'expiració.

## Estructura
Els alvèols són evaginacions de l'epiteli dels conductes aeris amb una sola obertura perquè surtin i entrin els gasos, controlada per l'acció d'un esfínter de múscul llis. Les seves parets, anomenades septes alveolars, proporcionen un gran augment de la superfície d'intercanvi. Els alvèols se situen uns al costat dels altres separats pels septes interalveolars, que són molt prims, ja que estan formats per l'epiteli pla simple d'un alvèol, la seva làmina basal, teixit connectiu amb una abundant xarxa de capil·lars sanguinis, làmina basal, i l'epiteli pla simple de l'alvèol veí. A més, les parets dels alvèols contenen l'esfínter de múscul llis, fibres elàstiques i col·lagen III (reticulina). Si fallen les fibres elàstiques, els alvèols es distenen provocant la desaparició de les divisions del sac alveolar i la incapacitat d fer l'intercanvi. En alguns alvèols hi ha un porus que el comunica amb la llum de l'alvèol adjacent.

### Cèl·lules alveolars

Secció d'un alvèol mostrant la difusió de gasos

#### Pneumòcits tipus I
Duen a terme l'intercanvi gasós. Hi ha en menor quantitat però ocupen un 95% de la superfície de l'alvèol gràcies a les seves prolongacions citoplasmàtiques. Són cèl·lules planes en epiteli escatós simple molt prim. Nucli amb protusió cap a la llum alveolar, pocs orgànuls i amb unions estretes entre pneumòcits veïns. Tenen làmina basal.

#### Pneumòcits tipus II
Són cèl·lules cúbiques amb microvellositats apicals, abundant RER i Golgi. Són el 60% en nombre, però ocupen només el 5% de l'espai perquè són petites. No fan l'intercanvi gasós sinó que intervenen en la distensió i la recuperació de la mida dels alvèols mitjançant la síntesi i secreció de surfactant, un agent tensoactiu format per fosfatidilcolina-fosfatidilglicerol i components proteïcs (redueix la tensió superficial). Els pneumòcits tipus II també degraden l'agent tensioactiu, ja que ha d'haver un recanvi continuat. El surfactant en el citoplasma es troba dins els cossos mielínics o laminars i se secreten per exocitosi a la llum de l'alvèol formant una pel·lícula líquida sobre la superfície de l'epiteli. Tenen làmina basal.

#### Macròfags
Els macròfags alveolars es troben als septes interalveolars o flotant a la llum dels alvèols. Capturen i fagociten partícules nocives que hi puguin entrar i surten de l'alvèol per via limfàtica o pel moc de les vies respiratòries (els fumadors poden presentar molts macròfags).

### Barrera alveolocapil·lar
Es la zona alveolar on es dona l'intercanvi gasós i la paret és més prima. Està formada per:
1. Surfactant, a la superfície alveolar.
2. Pneumòcit tipus I, de l'epiteli alveolar.
3. Làmines basals del pneumòcit i endoteli fusionades.
4. Cèl·lula endotelial de la paret capil·lar.